# 이석 (1906년)
이석(李錫, 1906년 경주 - ?)은 대한민국의 정치인이다.

## 약력
- 휘문고등보통학교를 졸업하였다.
- 메이지 대학교 법학부를 졸업하였다.
- 1948년 5월 10일 : 제헌 국회의원(경북 경주을)
- 한국 전쟁 때 납북되었다.

## 역대 선거 결과
|  | 34.28% |

|  | 3.13% |

## 참고자료
- 《대한민국 의정총람》, 국회의원총람발간위원회, 1994년
- 이석 - 대한민국헌정회